# Фурукава, Юки
Юки Фурукава (яп. 古川 雄輝 Фурукава Юки, род. 18 декабря 1987 года) — японский актёр, модель, гитарист и танцор брейк-данса. Знаменитым он стал благодаря главной роли Наоки Ириэ в сериале «Озорной поцелуй: Любовь в Токио» и его продолжении «Озорной поцелуй 2: Любовь на Окинаве».

## Ранняя жизнь
Юки Фурукава родился 18 декабря 1987 года в Токио, Япония. Когда Юки было семь лет, его семья переехала в Торонто, Канада, где он жил в течение 11 лет. В возрасте 16 лет Фурукава отправился учиться в Нью-Йорк. В Японию Юки Фурукава вернулся в 19 лет, что бы поступить в престижный Университет Кэйо на факультет естественных и технических наук. В 2009 году Юки был признан господином Кэйо.

## Личная жизнь
В июне 2019 года Фурукава объявил, что женился и ждёт первенца . 11 октября 2019 года Фурукава и его жена объявили о рождении первой дочери, через свое агентство и официальный аккаунт в Twitter.

## Карьера
В 2010 году Фурукава Юки прошел прослушивание в агентстве Horipro, на котором получил специальный приз жюри как лучший новичок. В 2011 году дебютировал в роли второго плана в школьной дораме «Весна в Асуко». Сыграл в своем первом полнометражном фильме, романтической комедии «Школьный дебют». Последовали и другие роли в дорамах и фильмах.
Фурукава больше известен своей выдающейся ролью в японской телевизионной дораме 2013 года «Озорной поцелуй: Любовь в Токио», в которой он сыграл главную роль Наоки Ириэ. Он представил новый образ классической роли Ириэ Наоки в очередной экранизации популярной сёдзё-манги и снялся вместе с Хонокой Мики, которая играла его любовный интерес. Через два месяца после того, как он зарегистрировался в Weibo, китайском аналоге Twitter, число его подписчиков выросло до более чем 500 000. Благодаря своей популярности в Китае, он снялся в веб-дораме Fuji TV/IQIYI «Таинственное лето», которая стала первым драматическим сериалом, созданным совместно Японией и Китаем. Сериал был просмотрен более 60 миллионов раз на китайской онлайн-видеоплатформе IQIYI и распространялся онлайн более чем в 35 странах мира.
Он первый японский актер, который провел встречу с фанатами в Шанхае, Китай, 21 июля 2013 года.

## Фильмография

### Дорамы
| Год        | Название                                    | Роль              | Телеканал | Примечания             | Ссылка |
| ---------- | ------------------------------------------- | ----------------- | --------- | ---------------------- | ------ |
| 2011       | «Весна в "Асуко"»                           | Тэцуро Киси       | TV Asahi  |                        |        |
| 2011       | «Экзорцист и Демон-тян»                     | Хироки            | Fuji TV   | ТВ-фильм               |        |
| 2011       | «99 дней со звездой»                        | Сумиёси Нацумэ    | Fuji TV   |                        |        |
| 2011       | «Горький сахар»                             | Дзюн Кавасаки     | NHK       | 7-8 эпизоды            |        |
| 2012       | Rich Man, Poor Woman                        | Tomoki Kuga       | Fuji TV   |                        |        |
| 2012-2013  | Heaven's Ark                                |                   | Wowow     | Episode 5              |        |
| 2013       | Yae's Sakura                                | Hiromichi Kozaki  | NHK       | Taiga drama            |        |
| 2013       | Husband’s Lover                             | Yasushi Ishiguro  | TBS       |                        |        |
| 2013       | Mischievous Kiss: Love in Tokyo             | Naoki Irie        | Fuji TV   |                        |        |
| 2014       | Bitter Blood                                | Namekawa          | Fuji TV   |                        |        |
| 2014       | Mysterious Summer                           | Narrator          | iQiyi     |                        |        |
| 2014       | Mischievous Kiss 2: Love in Tokyo           | Naoki Irie        | Fuji TV   | Lead role              |        |
| 2015       | Stone's Cocoon                              | Yokoi             | Wowow     |                        |        |
| 2015       | From Five To Nine                           | Mishima Satoshi   | Fuji TV   |                        |        |
| 2016       | Crystal's Beating                           | Yaginuma Masato   | Wowow     |                        |        |
| 2016- 2017 | Beppinsan                                   | Kentaro Murata    | NHK       | Asadora                |        |
| 2017       | Juyo Sankounin Tantei                       | Toma Shimon       | TV Asahi  |                        |        |
| 2017       | Erased                                      | Satoru Fujinuma   | Netflix   | Lead role              |        |
| 2018       | Gohan Taisakushitsu                         | Shoichi Sera      | Wowow     |                        |        |
| 2018       | Love Rerun                                  | Shohei Machida    | NTV, YTV  |                        |        |
| 2018       | Ten: Tenhodori No Kaidanji                  | Hiroyuki Ogawa    | TV Tokyo  |                        |        |
| 2018       | Harassment Game                             | Kotaro Yazawa     | TV Tokyo  |                        |        |
| 2019       | One Page Love                               | Yuri Hoshino      | AbemaTV   |                        |        |
| 2019       | Evil's Wave                                 | Masato Yaginuma   | Wowow     | Lead role; mini-series |        |
| 2020       | LINE no Kotae Awase ～Otome to kanchigai ～ | Yasui Tsukasa     | YTV       | Lead role              | [ 8 ]  |
| 2020       | People Who Don't Work                       | Keita Nitta       | TV Tokyo  |                        | [ 9 ]  |
| 2020       | O Maidens in Your Savage Season             | Tomoaki Yamagishi | TBS, MBS  | Lead role              | [ 10 ] |
| 2022       | Kami-sama no Ekohiiki                       | Kami-sama         | Hulu      |                        | [ 11 ] |